# Euphorbia spinea
Euphorbia spinea — вид рослин із родини молочайних (Euphorbiaceae), зростає у пн.-зх. Намібії та зх. Капських провінцій.

## Опис
Це рослина 10–30 см заввишки. Листки рудиментарні, опадні, супротивні, майже сидячі, яйцеподібні або трикутно-яйцеподібні, гострі, голі, чорно-пурпурові. Період цвітіння: пізня весна, літо.

## Поширення
Зростає у пн.-зх. Намібії та зх. Капських провінцій (ПАР). Населяє скелясті схили; на висотах 500–800 метрів.